# Yankee Stadium (1923)
El antiguo Yankee Stadium estaba ubicado en el cruce de la calle 161 Este y la avenida River en el Bronx, Nueva York, era sede de los New York Yankees, equipo de las Grandes Ligas de Béisbol desde la construcción del estadio en 1923 hasta su cierre en 2008 (exceptuando 1974 y 1975, cuando fue remodelado). Originalmente abrió sus puertas el 18 de abril de 1923 y fue reinaugurado el 15 de abril de 1976 tras una total renovación. El primer partido nocturno se jugó el 28 de mayo de 1946. El último juego en su historia se realizó el 21 de septiembre de 2008.
El 16 de abril del 2005, el equipo anunció sus planes para construir un nuevo estadio en el terreno contiguo que entró en funciones en 2009. Algunas partes del edificio —que incluyen asientos, césped y paredes del campo de juego— fueron vendidas al público para guardarlas de recuerdo. El evento más concurrido de la historia en el estadio fue una Asamblea de los Testigos de Jehová el 3 de agosto de 1958 a la que asistieron 123.707 personas. Una placa en el pavimento en las proximidades del estadio conmemora dicho evento como el más multitudinario en la historia del recinto.